# Discozantaena galea
Discozantaena galea är en skalbaggsart som beskrevs av Perkins 2005. Discozantaena galea ingår i släktet Discozantaena och familjen vattenbrynsbaggar. Inga underarter finns listade i Catalogue of Life.